# 龐玉
龐玉，唐朝初年將領。曾任右衛將軍、越州（今浙江绍兴）都督、總管等官，曾跟随李世民参加消灭薛仁杲的浅水原之战。《旧唐书》记载他为武德功臣，封爵韩国公。
據說任職越州（今紹興）時，官績頗善，歿後被越州民眾奉為城隍。

## 生平
《资治通鉴》记载他本為隋朝將領，与皇甫无逸从洛邑投降李唐，武德元年（618年）九月，参加浅水原之战。十二月唐军包围河东，唐朝派遣他们前去招降隋将尧君素，但未成功。
在《册府元龟》卷三百六十五中，记载他在武德年间任梁州总管，率兵征讨巴州和集州山獠叛乱，斩杀其魁帅王多馨，受到唐高祖的嘉奖赏赐。唐太守题名记：“总管庞玉，武德元年十二月自右卫将军授，武德二年七月，拜梁州都督。”

## 家族
据其子申州刺史庞廓碑铭和《元和姓纂》：庞玉，本望南安，汉太尉庞参后。今居京兆。曾祖庞景，魏天水、安山郡太守、龙骧将军、和州刺史、卫将军，周赠南安烈公。
祖庞徽，北周载师大夫，随使持节、仪同大将军。庞玉官至左武候大将军、左卫将军、梁越二州都督、左监门大将军，貞觀十一年（637年）卒，谥号襄。
其玄孙庞坚，娶邠王李守礼女建宁县主。安史之乱中为颍川郡长史兼防御副使，与太守兼防御使薛愿坚守颍川郡，城破被俘，安禄山将两人绑在洛水之滨，活活冻死。

## 信仰
五代的吳越王錢鏐有《鎮東軍牆隍神廟記》載「故唐右衛將軍總管龐君諱玉，頃握圭符，首臨戎政，披榛建府，吐哺綏民，仁施則冬日均和，威肅則秋霜布令。屬牆愛戴，黔庶歌謠，尋而罷市興嗟，餘芳不泯，眾情追仰，共立嚴祠，鎮都雉之岡巒，宰軍民之禍福。」
宋代的陸游和趙與時也都有龐玉是紹興城隍的說法。